# 李潔 (十世班禪夫人)
李潔（1958年—，藏名：德虔旺姆），生於北京，中國人民解放軍開國上將董其武的外孫女。1979年1月與第十世班禪額爾德尼結婚。

## 生平
李潔是解放軍開國上將董其武的外孫女，1958年生於北京，中學畢業後考上西安第四軍醫大學。
十世班禪出獄後，想找一個伴侶共同生活。他在認識李潔之後，向其求婚，李潔表示願意放棄學業與他結婚。1978年6月，由鄧小平親自批准同意，兩人在街道辦事處領取了結婚證書。1979年1月，兩人在北京民族文化宮舉行正式婚禮。李潔婚後兼任十世班禪的秘書。1983年6月李潔生下女兒尧西·班·仁吉旺姆。仁吉旺姆小学毕业后，李洁将她送到美国上学。此后，仁吉旺姆一直在美国求学。